# Rajd Manx International 1988
Rajd Tudor Webasto Manx International 1988 (26. Tudor Webasto Manx International Rally) – 26. edycja rajdu samochodowego Rajd Manx rozgrywanego w Wielkiej Brytanii. Rozgrywany był od 14 do 16 września 1988 roku. Była to trzydziesta piąta runda Rajdowych Mistrzostw Europy w roku 1988 (rajd miał najwyższy współczynnik - 20) oraz szósta runda Rajdowych Mistrzostw Wielkiej Brytanii. Składał się z 40 odcinków specjalnych.

## Klasyfikacja rajdu
| Miejsce                      | Kierowca                     | Pilot                        | Samochód                     | Czas                         | Strata                       |                              |
| Klasyfikacja generalna i ERC | Klasyfikacja generalna i ERC | Klasyfikacja generalna i ERC | Klasyfikacja generalna i ERC | Klasyfikacja generalna i ERC | Klasyfikacja generalna i ERC | Klasyfikacja generalna i ERC |
| ---------------------------- | ---------------------------- | ---------------------------- | ---------------------------- | ---------------------------- | ---------------------------- | ---------------------------- |
| 1.                           | Patrick Snijers              | Dany Colebunders             | BMW M3 E30                   | 3:30:28                      | 0.0                          |                              |
| 2.                           | Jimmy McRae                  | Rob Arthur                   | Ford Sierra RS Cosworth      | 3:30:59                      | +31                          |                              |
| 3.                           | Phil Collins                 | Bryan Thomas                 | Ford Sierra RS Cosworth      | 3:37:14                      | +6:46                        |                              |
| 4.                           | Fabrizio Tabaton             | Luciano Tedeschini           | Lancia Delta Integrale       | 3:38:24                      | +7:56                        |                              |
| 5.                           | Malcolm Wilson               | Ian Grindrod                 | Vauxhall Astra GTE           | 3:39:33                      | +9:05                        |                              |
| 6.                           | Pentti Airikkala             | Ronan McNamee                | Mitsubishi Starion Turbo     | 3:40:29                      | +10:01                       |                              |
| 7.                           | Louise Aitken-Walker         | Ellen Morgan                 | Peugeot 205 GTI 1.9          | 3:43:56                      | +13:28                       |                              |
| 8.                           | Chris Birkbeck               | Trevor Godden                | Vauxhall Astra GTE           | 3:45:36                      | +15:08                       |                              |
| 9.                           | Simon Davison                | Steve Bond                   | Volkswagen Golf II GTi 16V   | 3:46:25                      | +15:57                       |                              |
| 10.                          | Ian Tilke                    | Ian Wray                     | Ford Sierra RS Cosworth      | 3:47:40                      | +17:12                       |                              |